# Lijst van voetbalinterlands Nederland - Slovenië (vrouwen)
Deze lijst van voetbalinterlands is een overzicht van alle voetbalwedstrijden tussen de nationale vrouwenteams van Nederland en Slovenië. Nederland en Slovenië hebben viermaal tegen elkaar gespeeld. De eerste wedstrijd was op 19 november 2011 in Ivančna Gorica. 

## Wedstrijden
| № | Plaats         | Datum            | Competitie           | Wedstrijd            | Uitslag |
| - | -------------- | ---------------- | -------------------- | -------------------- | ------- |
| 1 | Ivančna Gorica | 19 november 2011 | EK 2013 kwalificatie | Slovenië − Nederland | 0 − 2   |
| 2 | Venlo          | 5 april 2012     | EK 2013 kwalificatie | Nederland − Slovenië | 3 − 1   |
| 3 | Murska Sobota  | 4 oktober 2019   | EK 2021 kwalificatie | Slovenië − Nederland | 2 − 4   |
| 4 | Arnhem         | 12 november 2019 | EK 2021 kwalificatie | Nederland − Slovenië | 4 − 1   |

## Samenvatting
| Competitie      | Totaal gespeeld | Winst Nederland | Gelijk | Winst Slovenië | Doelsaldo Nederland – Slovenië |
| --------------- | --------------- | --------------- | ------ | -------------- | ------------------------------ |
| EK-kwalificatie | 4               | 4               | 0      | 0              | 13 − 4                         |
| Totaal          | 4               | 4               | 0      | 0              | 13 − 4                         |

KNVB ·
A-internationals ·
Bondscoaches ·
Topscorers ·
Jong OranjeLeeuwinnen ·
Vrouwen U20 ·
Vrouwen U19 ·
Vrouwen U18 ·
Vrouwen U17 ·
Vrouwen U16 ·
Vrouwen U15

EK-wedstrijden vrouwen ·
WK-wedstrijden vrouwen ·
Resultaten vrouwen kwalificaties en eindronden
1971 – 1979 ·
1980 – 1989 ·
1990 – 1999 ·
2000 – 2009 ·
2010 – 2019 ·
2020 – 2029
EK 2009 ·
EK 2013 ·
WK 2015 · 
EK 2017 · 
WK 2019 · 
OS 2020 · 
EK 2022 · 
WK 2023
Albanië ·
Australië ·
België ·
Brazilië ·
Canada ·
Chili ·
China ·
Costa Rica ·
Cyprus ·
Denemarken ·
Duitsland ·
Engeland ·
Estland ·
Finland ·
Frankrijk ·
GOS ·
Griekenland ·
Hongarije ·
Ierland ·
IJsland ·
Indonesië ·
Israël ·
Italië ·
Ivoorkust ·
Japan ·
Kameroen ·
Kosovo ·
Kroatië ·
Mexico ·
Nieuw-Zeeland ·
Nigeria ·
Noord-Ierland ·
Noord-Korea ·
Noord-Macedonië ·
Noorwegen ·
Oekraïne ·
Oostenrijk ·
Polen ·
Portugal ·
Roemenië ·
Rusland ·
Schotland ·
Servië ·
Slovenië ·
Slowakije ·
Spanje ·
Thailand ·
Tsjechië ·
Turkije ·
Verenigde Staten ·
Vietnam ·
Wales ·
Wit-Rusland ·
Zambia ·
Zuid-Afrika ·
Zweden ·
Zwitserland
Denemarken (2017) ·
Verenigde Staten (2019)